# Sergio Corino
Sergio Corino Ramón (10 de outubro de 1974) é um ex-futebolista profissional espanhol que atuava como defensor.

## Carreira
Sergio Corino Ramón representou a Seleção Espanhola de Futebol, nas Olimpíadas de 1996. 